# Frappes aériennes de 2021 de Mekele
Les frappes aériennes de 2021 de Mekele sont des frappes aériennes menées par l'armée de l'air éthiopienne les 18 et 20 octobre 2021.
Le 18 octobre 2021, l'armée de l'air éthiopienne a mené deux raids aériens sur la ville de Mekele dans la région du Tigré, en Éthiopie pendant la guerre du Tigré. Au moins 3 enfants ont été tués.
Le 20 octobre, de nouvelles frappes aériennes ont visé des zones habitées de la capitale du Tigré. Une grande entreprise, Mesfin Industrial Engineering, a également été visée.
Les frappes aériennes se sont poursuivies les 21 et 22 octobre, à proximité du campus principal de l'Université de Mekele et de l'aéroport de Mekele, coïncidant avec l'heure d'atterrissage d'un vol humanitaire des Nations unies. En conséquence, l'ONU a annulé d'autres vols humanitaires vers Mekele.

## Attaque
La première frappe aérienne a eu lieu près d'une usine de ciment à la périphérie de Mekele tuant 3 enfants selon un hôpital local. La deuxième frappe a frappé le centre-ville près de l'hôtel Planet, endommageant l'hôtel et les bâtiments voisins, y compris Mesfin Industrial Engineering, tuant un ingénieur. Neuf personnes ont été blessées. Les bombes sont lancées à haute altitude, par peur des défenses aériennes des forces de défense du Tigré (en) et ratent souvent leurs cibles. Dans le cas du vol humanitaire, le but de l'organisation d'un bombardement à ce moment précis aurait pu être d'induire en erreur la défense aérienne et éventuellement d'abattre l'avion civil qui arrivait. Heureusement, la tour de contrôle de l'aéroport de Mekele a pu informer les pilotes en temps opportun afin que le vol revienne à Addis-Abeba sans dommage.

## Victimes
Les trois enfants tués ont été identifiés, ce sont deux frères et leur cousin. Un ingénieur, membre du personnel de Mesfin Industrial Engineering a également été tué:
- Misgana Lilay Niguse (12 ans), tuée le 18 octobre 2021
- Abel Lilay Niguse (14 ans), tué le 18 octobre 2021
- Medhanie Hadgu (9 ans), tuée le 18 octobre 2021
- Zemariam Kidane (32 ans), grièvement blessé le 20 octobre et décédé le 22 octobre 2021

## Conséquences
Les frappes aériennes ont d'abord été niées, puis plus tard admises par le gouvernement éthiopien. L'agence de presse éthiopienne a déclaré que les frappes aériennes avaient touché les médias et les équipements de communication utilisés par les forces tigréennes. Le porte-parole tigréen Getachew Reda (en) a déclaré que les frappes aériennes visaient des civils, notant que lundi, le jour de l'attaque, est jour de marché à Mekele et que la deuxième frappe aérienne a touché un marché voisin. Billene Seyoum (en), porte-parole du Premier ministre Abiy Ahmed, a déclaré : "Les civils et les zones civiles ne faisaient pas partie de la cible."